# 극장판 포켓몬스터 AG: 뮤와 파동의 용사 루카리오
〈뮤와 파동의 용사 루카리오〉(劇場版ポケットモンスター アドバンスジェネレーション ミュウと波導の勇者 ルカリオ)는 2005년 7월 16일에 개봉된 TV 애니메이션〈포켓몬스터〉의 극장판 제8기이다.

## 줄거리
아주 먼 옛날, 몬스터볼이 없었던 시대. 관동 지방에 있었던 올드렌 성은 전쟁에 휘말려 멸망할 위기에 처해 있었다. 그 때 올드렌 성을 지키는 파동술사 '아론'은, 자신이 가장 친애하는 제자이자 파트너였던 '루카리오'를 자신의 지팡이에 봉인하고 '세계가 시작하는 나무'에 들어가 그 힘을 이용해 세상을 구했다. 그렇게 많은 세월이 흘렀다. 포켓몬 마스터가 되기 위해 여행을 떠나고 있는 지우, 톱(TOP) 포켓몬 코디네이터가 되기 위해 여행 중인 봄이와 그녀의 동생, 정인이, 그리고 오리지널 시리즈부터 회색체육관을 떠나 지우와 함께 여행을 떠나는 웅이는 호연 지방을 여행하다가 관동 지방으로 무대를 바꾸었다. 이번에 지우 일행은 오래전 파동의 힘으로 세상을 지킨 아론을 기리는 '아론 축제'에 참가하기 위해 올드렌 성에 왔다. 올드렌 성에서 열린 포켓몬 시합 대회에서 우승을 차지하고 '파동술사'로 추대받은 지우는 밤에 열리는 페스티벌에서 올드렌 성의 여왕 '린'의 후손인 '아일린' 여왕으로부터 아론이 쓰던 지팡이를 받는다. 그 때, 지팡이 안에 봉인되어 있던 루카리오가 깨어나고, 파티가 진행되고 있는 동안에 지우, 봄이, 웅이의 포켓몬들과 함께 성 안에서 놀고 있던 피카츄 앞에 장난을 좋아하는 '뮤'가 나타나 세계가 시작하는 나무로 데려가버린다. 자신을 봉인한 아론에 대해 의심을 하고 있는 루카리오는 아일린 여왕의 부탁으로 피카츄를 찾으러 지우 일행과 나서게 되는데...

## 등장인물
한지우
성우 - 마츠모토 리카 / 이선호
피카츄
성우 - 오오타니 이쿠에
봄이
성우 - 김현지
정인
성우 - 안영미
웅
성우 - 우에다 유지 / 김영선
로사
성우 - 하야시바라 메구미 / 우정신
로이
성우 - 미키 신이치로
나옹
성우 - 이누야마 이누코 / 오인성
미상
성우 - 남도형
미상
성우 - 정혜원
미상
성우 - 이시즈카 운쇼
미상
성우 - 오카에 쿠미코
아론
성우 - 야마데라 코이치 / 신용우
올드렌 성을 지키는 파동의 힘을 부릴 줄 아는 파동술사. 루카리오를 파트너이자 제자로 두고 있었다. 성이 전쟁에 휘말려 멸망 위기에 처하자, 루카리오를 지팡이에 봉인하고 세계가 시작하는 나무의 힘을 이용하여 증오와 분노를 깨끗이 가라앉혔다.
루카리오
성우 - 나미카와 다이스케 / 전광주
파동술사 아론의 제자이자 파트너였다. 전쟁에 휘말릴 것을 알고 아론에게 보고하지만 결국 자신은 강제로 아론에 의해 봉인당해졌다. 지우에게서 아론과 같은 파동이 느껴진다고 깨어났지만 오랜 세월로 인하여 많이 바뀌어버린 올드렌 성과 세상에 혼란을 겪기도 한다. 아론의 대한 의심과 오해에서 생겨난 차갑고 냉소적인 성격 때문에 지우와 대립한다.
아일린
성우 - 키쿠치 모모코 / 이용신/ 김소희
올드렌 성의 고대 선조 여왕 '린'의 후손. 올드렌 성에서 아론 축제를 개최하고 포켓몬 시합 토너먼트에서 우승한 지우에게 아론이 쓰던 지팡이를 수여한다. 파트너는 흉내내. 이후 루카리오가 깨어나자 뮤가 데려가 버린 지우의 피카츄를 찾아줄 것을 부탁한다.
키드 서머스
성우 - 베키 / 유지원
아론 축제의 포켓몬 시합 토너먼트에 참가했으나 결승전에서 아쉽게도 지우와 피카츄에게 패배했다. 꽤나 오버하기를 좋아하고 촐랑거리는 포푸니라 2마리를 파트너로 뒀다. 열기구 세계 일주 최다 기록, 1인용 잠수 탐사정 해저 탐사 최다 기록, 단독 우주 유영 최다 기록 등등 못하는 것이 없어뵈는 운동력이 뛰어나고 활발한 여자. 우주 도시에 살고 있는 방크스와 연락을 취하며 세계가 시작하는 나무에 대해 조사하기 위해 지우 일행과 모험을 동참한다.
방크스
성우 - 아오노 다케시 / 강구한 / 오인성
우주 도시의 고층 빌딩에 살고 있으며 키드와 연락을 취한다. 느긋해 뵈며, 야채를 싫어하는 듯. 키드가 모르는 것을 영상으로 보내주면 빠르게 조사하여 응답해준다.
프레디
성우 - 니시노 아카히로 / 전태열 / 신용우
린 여왕
성우 - 이용신

## 수입
- 포켓몬코리아

## 참고 사항
- 본작부터 극장판 또한 아날로그식 셀 애니메이션에서 디지털 애니메이션으로 전환된다. 다만, 중간에 회상으로 나오는 장면은 극장판 5기의 오프닝 장면을 재사용했기에 아날로그 화면이다.